# Аризема полезная
Аризе́ма полезная (лат. Arisaema utile) — многолетнее травянистое клубневое растение, вид рода Аризема (Arisaema) семейства Ароидные (Araceae).

## Ботаническое описание
Клубневые многолетние травянистые раздельнополые растения.
Клубень снаружи коричневый, сжато-шаровидный, (1,5)3—5(10) см в диаметре, с 5—10 клубеньками 0,5—1 см в диаметре.

### Листья
Катафиллов два или три, зеленоватые, продолговато-эллиптические, до 20 см длиной и 5 см шириной, чешуйчатые.
Лист один. Черешок зеленоватый или зелёный с  тёмно-пурпуровыми пятнами, цилиндрический, (20)40—60 см длиной, 0,5—2,5 см в диаметре, плотно опушённый, с беловатыми шипами, вложенный примерно на 1⁄3 во влагалища, формирующие ложный стебель. Листовая пластинка состоит из трёх листочков; листочки сидячие или полусидячие, снизу зеленоватые или часто красноватые, сверху зелёные, с тёмно-пурпуровыми пятнами и пурпуровыми или красноватыми краями. Центральная и первичные боковые жилки снизу приподняты, опушены, с беловатыми шипами. Центральный листочек сжато-ромбический, широкоромбический или овально-ромбический, иногда более широкий, чем длинный, (7)15—21 см длиной, (6)16—20 см шириной, в основании широко-клиновидный или клиновидный, на вершине острый или заострённый. Боковые жилки по семь с каждой стороны, общих жилок три, в 1—15 мм от края. Боковые листочки косоовальные, 20—30 см длиной, 15—21 см шириной, в основании широко-клиновидные, на вершине заострённые.

### Соцветия и цветки
Цветоножка появляется из ложного стебля, зеленоватая, (20)40—50 см длиной, 0,7—1,2 см в диаметре, опушённая и с шипами, короче черешка. Покрывало зеленоватое или тёмно-пурпуровое (или пурпурово-коричневое) с белыми или беловатыми продольными полосками, сверху примерно с 20 продольными ламеллами 1—3 мм шириной; трубка цилиндрическая, 4—5 см длиной и 1,5—2(3) см в диаметре, с ламеллами внутри, с немного загнутыми краями устья; пластинка сильно изогнутая, продолговатая или овальная, тёмно-пурпуровая, с белыми продольными полосками и сетчатым узором по краям, 7—8 см длиной, (2)3—5 см шириной, на вершине округлённая с остриём около 0,5 см или заострённая.
Початок однополый. Женская зона цилиндрическая или коническая, 2,6—5,5(6) см длиной и 0,7—1,6 см в диаметре; завязь бледно-зелёная с зелёными полосками, продолговато-яйцевидная, около 5 мм длиной и 2 мм шириной; семяпочек 9, полубазальные; столбик короткий; рыльце белое или тёмно-пурпуровое, опушённое, полусидячее; мужская зона цилиндрическая, 1,5—3 см длиной  и 0,4—0,8 см в диаметре; синандрий на ножке около 1 мм длиной из 2—5 тычинок; нити сросшиеся, различимые на длине 0,5—1 мм; пыльников 3—5 (чаще 4), беловатые, обратнояйцевидные, вскрываются разрезом формы подковы. Придаток шнуровидный, около 14 см длиной, коричневый, на верхушке зеленоватый, извилистый, гладкий, основание раздутое до (5)6—15 мм в диаметре, усечённое и на ножке около 3 мм длиной.
Цветёт в мае.

## Распространение
Встречается в Азии: Китай (Юньнань), Восточные Гималаи, Непал, Вьетнам.
Растёт на окраинах тсуговых лесов, в чащах; на высоте от 2800 до 3100 м над уровнем моря.